# Phanerochaetaceae
Phanerochaetaceae is een botanische naam voor een familie van schimmels. Het typegeslacht is Phanerochaete.

## Geslachten
De familie bestaat uit de volgende geslachten: 
- Atheliachaete
- Australohydnum
- Bjerkandera
- Castanoporus
- Crepatura
- Efibulella
- Geliporus
- Hapalopilus
- Hjortstamia
- Hyphodermella
- Inflatostereum
- Odontoefibula
- Oxychaete
- Phanerochaete
- Phlebiopsis
- Pirex
- Porostereum
- Rhizochaete
- Riopa
- Terana